# Cynopotamus argenteus
Cynopotamus argenteus är en fiskart som först beskrevs av Valenciennes, 1836.  Cynopotamus argenteus ingår i släktet Cynopotamus och familjen Characidae. Inga underarter finns listade i Catalogue of Life.